# South Heart (Dakota del Norte)
South Heart es una ciudad ubicada en el condado de Stark en el estado estadounidense de Dakota del Norte. En el censo de 2010 tenía una población de 301 habitantes y una densidad poblacional de 121,95 personas por km².

## Geografía
South Heart se encuentra ubicada en las coordenadas 46°52′6″N 102°59′26″O / 46.86833, -102.99056. Según la Oficina del Censo de los Estados Unidos, South Heart tiene una superficie total de 2.47 km², de la cual 2.45 km² corresponden a tierra firme y (0.84%) 0.02 km² es agua.

## Demografía
Según el censo de 2010, había 301 personas residiendo en South Heart. La densidad de población era de 121,95 hab./km². De los 301 habitantes, South Heart estaba compuesto por el 99% blancos, el 0% eran afroamericanos, el 0% eran amerindios, el 0% eran asiáticos, el 0% eran isleños del Pacífico, el 0% eran de otras razas y el 1% pertenecían a dos o más razas. Del total de la población el 0.66% eran hispanos o latinos de cualquier raza.